# George Alexander Albrecht
George Alexander Albrecht (* 15. Februar 1935 in Leuchtenburg, Landkreis Osterholz; † 21. Dezember 2021) war ein deutscher Dirigent und Komponist.

## Leben
Albrecht – Sohn des Arztes Carl Albrecht – war ein Ururenkel des Bremer Großkaufmanns Baron Ludwig Knoop, jüngerer Bruder des Politikers Ernst Albrecht und Vater des Dirigenten Marc Albrecht sowie Onkel der Politikerin Ursula von der Leyen. Seine amerikanische Großmutter Mary Ladson Robertson (1883–1960) aus Charleston war eine Nachfahrin des Politikers James Ladson und des Plantagenbesitzers und Geschäftsmanns James H. Ladson.
Er studierte Violine, Klavier und Komposition und erhielt 1954 den „Prix d’excellence“ der Accademia Chigiana in Siena, Italien. Nach Stationen am Bremer Theater am Goetheplatz (1958–1961) und am Landestheater Hannover (1961–1965) wurde er 1965 im Alter von 29 Jahren zum Generalmusikdirektor der Niedersächsischen Staatsoper Hannover berufen und war damals jüngster Generalmusikdirektor in Deutschland. Er war im Laufe seiner Karriere u. a. Gastdirigent der Berliner, Bamberger und Münchner Philharmoniker, der Staatskapelle Dresden und des Gewandhausorchesters Leipzig. Er dirigierte sämtliche deutsche Rundfunk-Orchester und stand bei zahlreichen ausländischen Orchestern am Pult, darunter die Warschauer Philharmonie, das Orchestre Philharmonique de Paris, die Tschechische Philharmonie sowie die Rundfunk-Orchester Turin, Mailand und Rom. Opern- und Konzertgastspiele führten ihn nach Bologna, Barcelona, Madrid, Triest, Turin, Venedig, zur Philharmonie St. Petersburg, an das Opernhaus Zürich, zur Wiener Staatsoper, zum Wiener Konzerthaus und zum Wiener Musikverein, den Salzburger Festspielen und in die Carnegie Hall in New York. Im Februar 1992 debütierte er in Japan beim NHK-Sinfonieorchester Tokio. Nach 32 Jahren verließ Albrecht mit Ende der Spielzeit 1992/93 die Hannoversche Oper, um sich zunehmend Gastdirigaten zu widmen.

## Gastspiele
Von 1990 bis 1995 war Albrecht Gastdirigent an der Semperoper Dresden und leitete 1994 in Leipzig die Neuinszenierung der Oper Moses und Aron von Arnold Schönberg. Eine Honorarprofessur hatte er an der Hochschule für Musik Franz Liszt Weimar inne. Zu seinen Schülern zählen die Dirigenten Volkher Häusler und Michael Mader.
Als Generalmusikdirektor des Deutschen Nationaltheaters Weimar und der Staatskapelle Weimar unternahm er seit 1996 Gastspielreisen u. a. nach Berlin, Köln, München, Wien, Salzburg, Antwerpen, Luxemburg sowie nach Japan.
Auf einer seiner letzten Gastspielreisen (Herbst 2004) dirigierte er die Staatskapelle Weimar mit Wilhelm Furtwänglers Sinfonischem Konzert für Klavier und Orchester und Beethovens 5. Sinfonie in Deutschland und Österreich. Seine CD-Einspielungen mit diesem traditionsreichen deutschen Orchester konzentrieren sich besonders auf für Weimar geschriebene Werke von Liszt, Wagner, Strauss und Humperdinck.
Besondere Höhepunkte unter den zahlreichen Gastspielen, die Albrecht unternahm, stellten in der Saison 2003/2004 das Dirigat von Antonín Dvořáks Stabat Mater mit dem New Zealand Symphony Orchestra beim New Zealand International Festival und die Einstudierung von Richard Wagners Der fliegende Holländer an der Opera Australia in Sydney und in Melbourne dar. Für das letztere Projekt erhielt er im Jahr 2005 den Conductors Award in der Kategorie Oper vom australischen Kritikerpreis Green Room Award.

## Künstlerische Bedeutung
Albrechts Opern- und Konzertrepertoire war breit gefächert. Einen Schwerpunkt bildete die Neue Musik, was zahlreiche Uraufführungen und exemplarische Einstudierungen (z. B. Aribert Reimanns Troades, Bernd Alois Zimmermanns Die Soldaten, Schönbergs Moses und Aron) belegen.
Neben den musikdramatischen Werken Mozarts und Wagners bildete die Symphonik Bruckners und Mahlers einen weiteren Schwerpunkt in Albrechts Schaffen. So erhielt er unter anderem für seine Aufführung des Mahlerschen Gesamtwerkes 1985 die Gustav-Mahler-Goldmedaille der Internationalen Gustav Mahler Gesellschaft und schrieb das umfangreiche Werk Die Symphonien Gustav Mahlers. Immer wieder setzte er sich für selten gespielte Werke ein, wie z. B. von Hans Pfitzner, über den er auch wissenschaftlich forschte und die Studie Das Sinfonische Werk Pfitzners verfasste, Erwin Schulhoff, Allan Pettersson und nicht zuletzt Wilhelm Furtwängler, dessen Sinfonien er als Präsident des Vereins Wilhelm-Furtwängler-Gesamtausgabe edierte. Es sind drei CDs mit allen Sinfonien Furtwänglers mit der Staatskapelle Weimar erschienen.

## Komponist
Seine erste Komposition, ein Lied, schrieb George Alexander Albrecht im Alter von elf Jahren im Oktober 1946. Bis Anfang zwanzig hatte er schon über hundert Werke geschrieben. Seit einem Herzstillstand während eines Dirigats im Jahr 2002 wendete er sich wieder verstärkt dem Komponieren zu. Im Juni 2018 wurde sein Requiem für Syrien in Dresden uraufgeführt (Dresdner Philharmonie unter der Leitung von Michael Sanderling). Ein Jahr später, im August 2019, kam es zur Uraufführung seiner 1. Sinfonie, Sinfonia due Mondi für Mezzosopran und großes Orchester auf Texte von Ulla Hahn (Staatskapelle Weimar, Leitung: Marc Albrecht).

## Ehrenamtliche Tätigkeit
Albrecht engagierte sich in der Hospizarbeit.

## Ehrungen und Auszeichnungen
- 10. November 1993: Niedersächsischer Verdienstorden (Verdienstkreuz 1. Klasse)
- 27. November 1997: Verdienstorden der Bundesrepublik Deutschland (Verdienstkreuz am Bande)[10]

## Schriften
- Die Symphonien von Gustav Mahler – Ries & Erler, Berlin 2014, 344 Seiten, ISBN 978-3-87676-025-4